# Enric Auquer i Sardà
Enric Auquer i Sardà   (Rupià, 28 d'agost de 1988) és un actor català de teatre i cinema.
Malgrat que s'ha format principalment en el teatre, també ha tingut aparicions en la pantalla gran. Destaca, per exemple, el seu paper protagonista en el telefilm Ebre, del bressol a la batalla. També ha aparegut en sèries de TV3 com Kubala, Moreno i Manchón, Cites o Com si fos ahir.
L'any 2017, va ser nominat al Premi Butaca al millor actor de repartiment pel seu paper a l'obra In memoriam. La quinta del biberó. A més, la pel·lícula Ebre, del bressol a la batalla, en què Enric Auquer va ser un dels protagonistes, va guanyar el Gaudí a la millor pel·lícula per televisió de 2017.
L'any 2019 va ser distingit amb el premi El Ojo Crítico de Radio Nacional de España de Cine. El jurat del guardó en destacà la seva feina "rigorosa, honesta i original". Un any més tard, el gener del 2020 aquest actor baixempordanès obté el Goya a millor actor revelació pel seu paper de jove narco gallec a Quien a hierro mata de Paco Plaza, derrotant a Nacho Sánchez, nominat per Diecisiete, a Vicente Vergara, per La trinchera infinita i a Santi Prego per Mientras dure la guerra.

## Treballs

### Cinema
Informació actualitzada per un bot. Els canvis manuals es perdran quan s'actualitzi!
| Any       | Títol                                                             | Direcció | Dades a Wikidata              |
| --------- | ----------------------------------------------------------------- | --- | ----------------------------- |
| 2009      | Dieta mediterrània                                                | Joaquim Oristrell i Ventura | Modifica les dades a Wikidata |
| 2013      | Los inocentes                                                     | | Modifica les dades a Wikidata |
| 2014      | El Cafè de la Marina                                              | Sílvia Munt i Quevedo | Modifica les dades a Wikidata |
| 2015      | Barcelona, nit d'hivern                                           | Dani de la Orden | Modifica les dades a Wikidata |
| 2016      | Niña de papá                                                      | Miki Esparbé | Modifica les dades a Wikidata |
| 2016      | Ebre, del bressol a la batalla (com a Fermí Quintana)             | Román Parrado Lloro | Modifica les dades a Wikidata |
| 2017      | Framed                                                            | | Modifica les dades a Wikidata |
| 2019      | Quien a hierro mata                                               | Paco Plaza | Modifica les dades a Wikidata |
| 2019      | La filla d'algú                                                   | Alejandro Marín Carlos Villafaina Peláez Júlia de Paz Solvas Enric Vilageliu Marcel Alcántara Guillem Gallego Pol Vidal Celia Giraldo Gerard Vidal Cortés Sara Fantova Valentin Moulias | Modifica les dades a Wikidata |
| 2022      | La vida padre                                                     | Joaquín Mazón Lacasa | Modifica les dades a Wikidata |
| 2023 2025 | El mestre que va prometre el mar (com a Antoni Benaiges i Nogués) | Patrícia Font | Modifica les dades a Wikidata |
| 2023      | Me he hecho viral                                                 | Jorge Coira | Modifica les dades a Wikidata |
| 2024 2025 | Casa en flames                                                    | Dani de la Orden | Modifica les dades a Wikidata |
| 2024      | Mamífera                                                          | Liliana Torres Expósito | Modifica les dades a Wikidata |
| 2025      | La buena letra                                                    | Celia Rico Clavellino | Modifica les dades a Wikidata |

### Televisió
Informació actualitzada per un bot. Els canvis manuals es perdran quan s'actualitzi!
| Any       | Títol                    | Direcció | Dades a Wikidata              |
| --------- | ------------------------ | --- | ----------------------------- |
| 2012–2014 | Kubala, Moreno i Manchón | Kiko Ruiz Claverol Abigail Schaaff Moll                                                                              | Modifica les dades a Wikidata |
| 2014–2017 | El crac                  | Joel Joan i Juvé Héctor Claramunt                                                                                    | Modifica les dades a Wikidata |
| 2015–2024 | Cites                    | Pau Freixas Marta Pahissa Patrícia Font Paco Caballero David Selvas i Jansana Carles Torrens Hammudi Al-Rahmoun Font | Modifica les dades a Wikidata |
| 2017–2019 | Com si fos ahir          | Sònia Sánchez | Modifica les dades a Wikidata |
| 2019–     | Vida perfecta            | Leticia Dolera Ginesta Guindal Forgas Elena Martín i Gimeno Lucía Alemany Irene Moray                                | Modifica les dades a Wikidata |
| 2020–     | La línea invisible       | Mariano Barroso Ayats                                                                                                | Modifica les dades a Wikidata |
| 2021–2023 | Sky Rojo                 | Eduardo Chapero-Jackson Javier Quintas David Victori                                                                 | Modifica les dades a Wikidata |
| 2024–     | Mano de hierro           | Lluís Quílez | Modifica les dades a Wikidata |

### Teatre
Informació actualitzada per un bot. Els canvis manuals es perdran quan s'actualitzi!
| Any  | Títol                             | Direcció                | Dades a Wikidata              |
| ---- | --------------------------------- | ----------------------- | ----------------------------- |
| 2011 | Tonio, el poeta                   | Oriol Broggi i Rull     | Modifica les dades a Wikidata |
| 2012 | Sacrificis                        |                         | Modifica les dades a Wikidata |
| 2012 | Natale in Casa Cupiello           | Oriol Broggi i Rull     | Modifica les dades a Wikidata |
| 2014 | F.A.M.Y.L.I.A.                    | Bàrbara Mestanza        | Modifica les dades a Wikidata |
| 2014 | Timó d'Atenes                     | David Selvas i Jansana  | Modifica les dades a Wikidata |
| 2016 | In memoriam. La quinta del biberó | Lluís Pasqual i Sánchez | Modifica les dades a Wikidata |
| 2017 | Nit de Reis (o el que vulguis)    | Pau Carrió i Llucià     | Modifica les dades a Wikidata |
| 2019 | La reina de la bellesa de Leenane | Julio Manrique i Vicuña | Modifica les dades a Wikidata |
| 2021 | 23 F Anatomia d'un instant        | Àlex Rigola             | Modifica les dades a Wikidata |

## Premis i nominacions
Premis Butaca
| Any  | Categoria                   | Pel·lícula                        | Director      | Resultat |
| ---- | --------------------------- | --------------------------------- | ------------- | -------- |
| 2017 | Millor actor de repartiment | In memoriam. La quinta del biberó | Lluís Pasqual | Nominat  |

Premis Gaudí
| Any  | Categoria                   | Pel·lícula                       | Director         | Resultat  |
| ---- | --------------------------- | -------------------------------- | ---------------- | --------- |
| 2020 | Millor actor secundari      | Quien a hierro mata              | Paco Plaza       | Guanyador |
| 2023 | Millor actor secundari      | Un año, una noche                | Isaki Lacuesta   | Nominat   |
| 2024 | Millor protagonista masculí | El mestre que va prometre el mar | Patrícia Font    | Nominat   |
| 2025 | Millor protagonista masculí | Mamífera                         | Liliana Torres   | Nominat   |
| 2025 | Millor actor secundari      | Casa en flames                   | Dani de la Orden | Guanyador |

Premis Goya
| Any  | Categoria              | Pel·lícula                       | Director      | Resultat  |
| ---- | ---------------------- | -------------------------------- | ------------- | --------- |
| 2020 | Millor actor revelació | Quien a hierro mata              | Paco Plaza    | Guanyador |
| 2024 | Millor actor           | El mestre que va prometre el mar | Patrícia Font | Nominat   |

Premis Feroz
| Any  | Categoria                                   | Pel·lícula                       | Director       | Resultat  |
| ---- | ------------------------------------------- | -------------------------------- | -------------- | --------- |
| 2020 | Millor actor secundari en una sèrie         | Vida perfecta                    | Leticia Dolera | Guanyador |
| 2020 | Millor actor de repartiment                 | Quien a hierro mata              | Paco Plaza     | Guanyador |
| 2022 | Millor actor secundari en una sèrie         | Vida perfecta                    | Leticia Dolera | Guanyador |
| 2024 | Millor actor protagonista en una pel·lícula | El mestre que va prometre el mar | Patrícia Font  | Nominat   |